# Conditions météorologiques de vol à vue
Pour les articles homonymes, voir VMC.

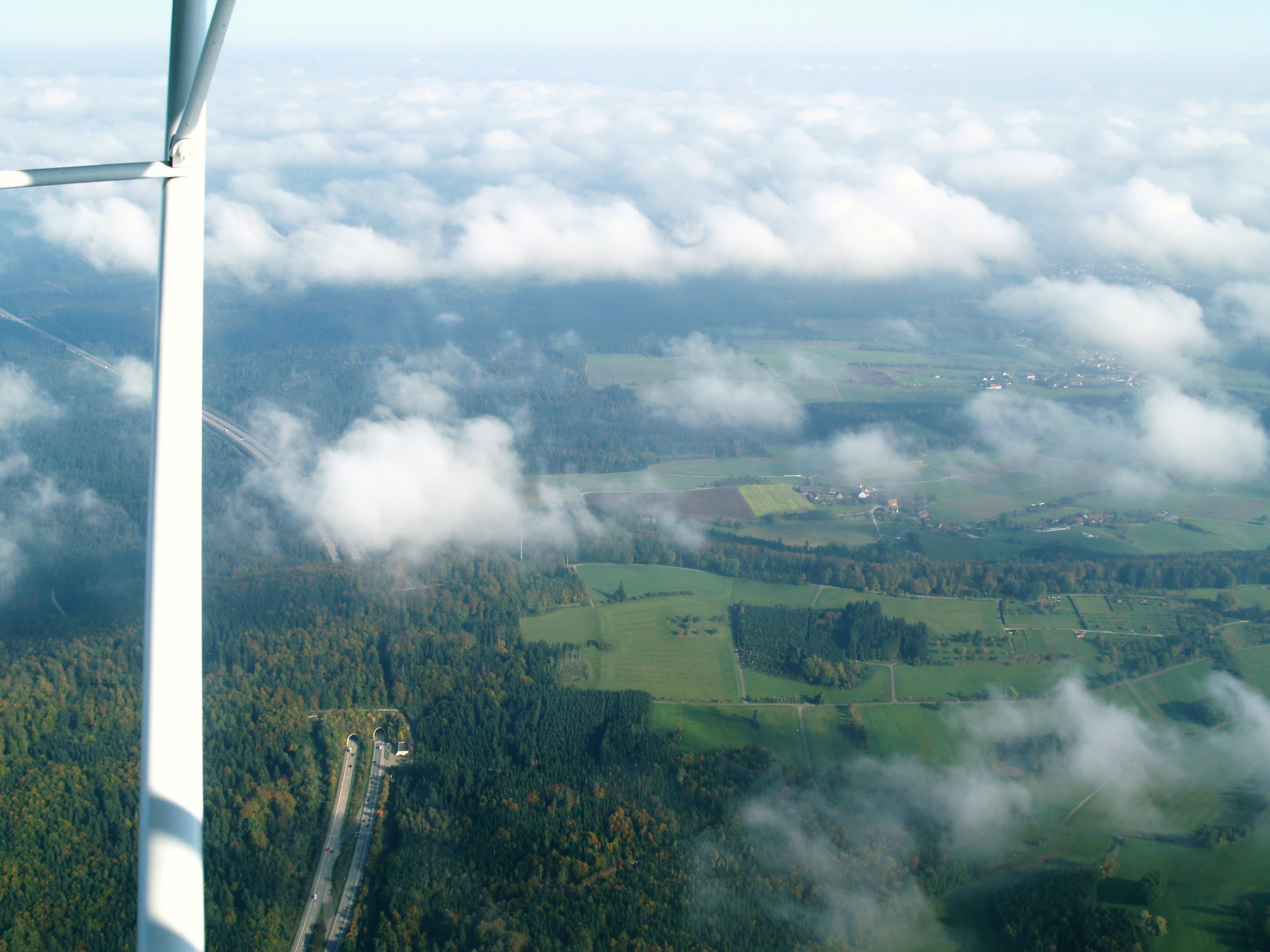
Visibilité verticale altérée par les nuages

Les conditions météorologiques de vol à vue (en abrégé VMC – visual meteorological conditions) sont les conditions minimales définies par l'OACI qui permettent le vol VFR. En d'autres termes, ce sont les conditions pour lesquelles le pilote a assez de visibilité pour ne pas être contraint de respecter les règles de vol aux instruments. Leurs opposées sont les conditions météorologiques de vol aux instruments (IMC – instruments meteorological conditions). En France, elles comportent des minimas de visibilité et de distance aux nuages indiqués dans les tableaux ci-dessous.

## Aux États-Unis
Dans la réglementation américaine (FAA), les conditions en espace aérien contrôlé de classe E sont :
- en dessous de 10 000 ft AMSL : visibilité d'au moins 3 SM (Statute Miles), distances par rapport aux nuages 500 ft dessous, 1000 ft dessus et 2000 ft latéralement.
- au-dessus de 10 000 ft AMSL : visibilité d'au moins 5 SM, distances par rapport aux nuages 1000 ft dessous, 1000 ft dessus et 1 SM latéralement.

Pour avoir le droit de voler en conditions non VMC, donc en conditions IMC, le pilote devra avoir une qualification de vol aux instruments (vol IFR), qualification appelée « instrument rating ».

## En Europe
Dans la réglementation européenne (EASA), les conditions VMC diffèrent selon que l'on est en espace contrôlé ou non contrôlé.
- En espace contrôlé, on sera en conditions VMC lorsqu'on aura une visibilité de 5000 mètres minimum (en dessous du niveau 100, 8000m au-dessus), et qu'on évoluera au minimum 1500m horizontalement et 300 m verticalement par rapport aux nuages.
- En espace non contrôlé et 
  - En-dessous du plus haut des 2 niveaux (3000 ft AMSL ou 1000 ft ASFC) on sera VMC quand on aura au moins 1500 mètres de visibilité (si vitesse < 140 kt, 800 m pour les hélicoptères évoluant à moins de 50 kt), qu'on restera hors des nuages, et en vue de la surface (sol, eau)
  - Au-dessus : mêmes critère qu'en espace contrôlé (5-8 km 1500 m horizontalement, 300 m verticalement)

## En France
La règlementation applicable en France reprend l'essentiel des règles EASA, mais en interprète l'application dans le SERA France.
| Bande d'altitude                                                                   | Classe d'espace aérien | Visibilité en vol | Distance par rapport aux nuages               |
| ---------------------------------------------------------------------------------- | ---------------------- | --- | --------------------------------------------- |
| A et au-dessus de 10 000 ft (ou niveau FL100 si altitude de transition inférieure) | A B C D E F G          | 8 km | 1,5 km horizontalement 1 000 ft verticalement |
| Au-dessus de 3 000 ft AMSL ou 1 000 ft ASFC (le plus haut des deux)                | A B C D E F G          | 5 km | 1,5 km horizontalement 1 000 ft verticalement |
| A et en-dessous de 3 000 ft AMSL ou 1 000 ft ASFC (le plus haut des deux)          | A B C D E              | 5 km | 1,5 km horizontalement 1 000 ft verticalement |
| A et en-dessous de 3 000 ft AMSL ou 1 000 ft ASFC (le plus haut des deux)          | F G                    | ( En France depuis 4 décembre 2014 ) -5km si [vitesse>140kt ET à moins de 15km d’une piste] -30’’ de vol si [vitesse >140kts ET à plus de 15km d’une piste] -1,5km si vitesse =<140kt ET dans les zones à faible densité de circulation aérienne (hors aérodrome notamment) -800m si [hélicoptère ET vitesse <50kt] | Hors des nuages et en vue du sol              |

Pour aller plus loin, il existe un tableau de synthèse exhaustif applicable aux avions légers monomoteurs à pistons.

### Conditions pour le VFR de nuit (avion)
| Bande d'altitude                                      | Classe d'espace aérien | Visibilité en vol | Distance par rapport aux nuages                                                                                                |
| ----------------------------------------------------- | ---------------------- | ----------------- | --- |
| A et au-dessus du niveau FL100                        | A B C D E F G          | 8 km              | 1,5 km horizontalement 1 000 pieds verticalement Plafond nuageux (plus de la moitié du ciel) supérieur à 1500 ft               |
| Au-dessus de 3 000 pieds/mer ou 1 000 pieds/sol       | A B C D E F G          | 5 km              | 1,5 km horizontalement 1 000 pieds verticalement Plafond nuageux (plus de la moitié du ciel) supérieur à 1500 ft               |
| A et en-dessous de 3 000 pieds/mer ou 1 000 pieds/sol | A B C D E              | 5 km              | 1,5 km horizontalement 1 000 pieds verticalement Plafond nuageux (plus de la moitié du ciel) supérieur à 1500 ft En vue du sol |
| A et en-dessous de 3 000 pieds/mer ou 1 000 pieds/sol | F G                    | 5 km              | Hors des nuages Plafond nuageux (plus de la moitié du ciel) supérieur à 1500 ft En vue du sol                                  |

Choix de mise en œuvre en France de la réglementation européenne : Pour faciliter la réunion des conditions requises par le règlement européen, il est fortement recommandé de s’assurer avant le départ que la "hauteur de la base des nuages" (ndlr : différent du "plafond nuageux" prévu par la réglementation)  sera 1500 ft au moins au-dessus du niveau de croisière prévu, et d’une absence de précipitation et d’orage.
Pour aller plus loin, le tableau de synthèse exhaustif référencé plus haut reprend également les différences spécifiques au VFR de nuit, en particulier en France (notamment une hauteur de survol minimale de 1500ft pour conserver les conditions de vol à vue).